# Santa Lucía (Santa Lucía)
Pour les articles homonymes, voir Santa Lucia.
Santa Lucía est la capitale de la paroisse civile de Santa Lucía de la municipalité de Barinas dans l'État de Barinas au Venezuela.